# Myristica cinnamomea
Myristica cinnamomea là một loài của thực vật thuộc họ Myristicaceae (Nutmeg). Loài này có ở Malaysia, Singapore, và Thái Lan.